# Ljoedmila Skavronskaja
Ljoedmila Skavronskaja (Russisch: Людмила Скавронская) (23 maart 1980) is een voormalig tennisspeelster uit Rusland.
In 2006 plaatste zij zich via het kwalificatietoernooi voor het US Open damesenkelspel, wat voor haar een eenmalig optreden op een grandslamtoernooi betekende.

## Opleiding
Skavronskaja kwam uit voor de Universiteit van Miami, waar ze korte tijd studeerde.